# Los Petersellers
Los Petersellers son un grupo de música español fundado en Madrid en 1993 y que sigue en activo actualmente. Cultivan principalmente el rock, con una vertiente humorística ligeramente punk (a la que denominan "guateque-punk") que les lleva a versionar temas tan variados como "Blitzkrieg Bop" o "Rock'n'Roll High School" de Ramones, el tema principal en castellano de la serie de televisión Mazinger Z, o el de "El Show de la Pantera Rosa", así como a crear temas propios con títulos tan irreverentes como "Uma Thurman me toca la banana". De la formación original solo sigue en activo Dr. Shecter (guitarra). Todos los discos fueron grabados por la primera formación del grupo, menos la canción "Heidi" que la grabó la segunda. La primera formación, excepto Monigote, eran los miembros de "The Refrescos".
Además de en Los Petersellers, sus miembros han pasado por grupos como Sobrinus, Barrio Tomillo, The Refrescos, Def Con Dos, Peta Z Pop o Superagente 86 entre otros.
El grupo gira casi siempre con un telonero: Los Peter-Amish, The Teloners, Los Tipical Brothers, Alter Ego, Los Tikismikis, Gilibilis, Los Semidioses, Los Inspector Clusó, etc. En realidad son los propios Peter caldeando el ambiente antes de empezar.
Siguen haciendo conciertos por toda la geografía nacional y como todos los años, su concierto más esperado y que siempre esta lleno, el celebrado cada 28 de diciembre, "Los Peterinocentes", en Madrid.

## Discografía

### Álbumes de estudio
- Vayamos por partes  (1993)
- Los Petersellers contra la amenaza del Dr.Thedio (1997)
- Más cara que espalda (1999)

### Recopilatorios
- Los Bestsellers de los Petersellers (2000)

## Miembros
|               | Voz             | Guitarra    | Bajo                        | Batería                            |
| ------------- | --------------- | ----------- | --------------------------- | ---------------------------------- |
| 1990-2000     | Víctor Monigote | Dr. Shecter | Alberto Oyarbide 'Sobórnez' | Bulbul                             |
| 2000-2006     | Víctor Monigote | Dr. Shecter | Piterius Monk               | Sr.Serrucho (antes Mister Trócolo) |
| 2006-2009     | Víctor Monigote | Dr. Shecter | Profesor Fellwood           | Sr.Serrucho (antes Mister Trócolo) |
| 2009-presente | Don Bigotes     | Dr. Shecter | Richie Norris               | Sr.Serrucho (antes Mister Trócolo) |

## Enlaces
- MySpace
- Los Petersellers en Facebook

- Datos: Q5980180